# Phantia rubomarginata
Phantia rubomarginata är en insektsart som först beskrevs av De Rusiecka 1902.  Phantia rubomarginata ingår i släktet Phantia och familjen Flatidae. Inga underarter finns listade i Catalogue of Life.